# Et'hem bey Mollaj
Et'hem bey Mollaj (1783 – 1846) è stato un nobile e bejtexhi albanese naturalizzato ottomano.

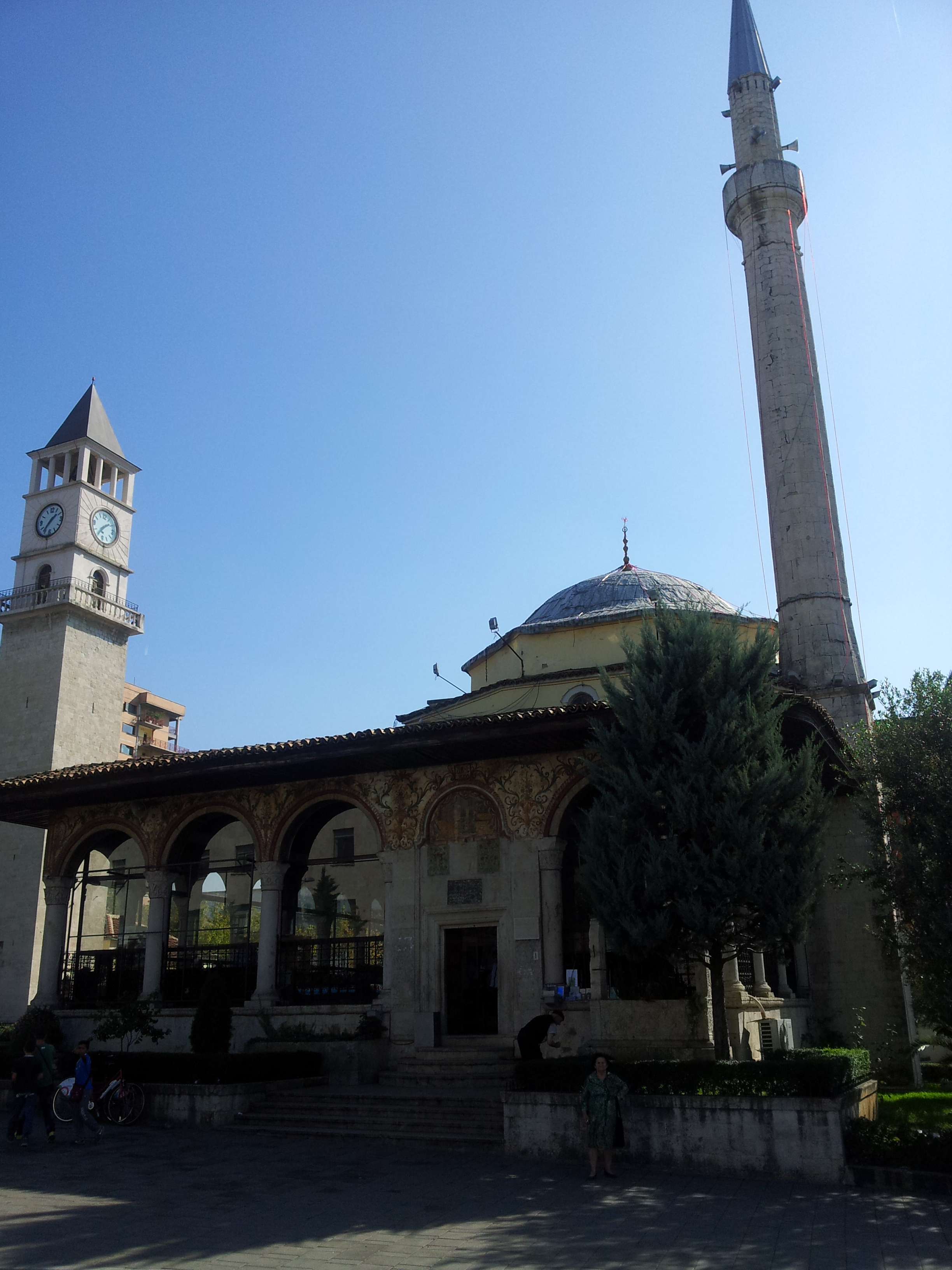
La tomba di Et'hem Bey, a differenza di altre tombe, non fu distrutta durante la dittatura comunista e ancora oggi si può vedere a destra dell'ingresso della Moschea Et'hem Bey

Et'hem Bey era il figlio di Molla Bey di Petrelë e discendeva Sulejman Bargjini, che era considerato il fondatore di Tirana, allora parte dell'Albania ottomana. La sua famiglia era collegata alla famiglia Bushatlliu di Scutari ed opposta alla potente famiglia Toptani, motivo per cui Abdyl Rahman Toptani lo esiliò da Tirana.
A Et'hem Bey è intitolata l'omonima moschea in piazza Scanderbeg dove è sepolto insieme alla moglie Balkis.
Et'hem Bey era anche un poeta diwan e ha composto versi sia in turco che in albanese. La sua opera in turco è composta da 4 diwan mentra in albanese ha scritto un poema mistico bektashi e un diwan, di cui non è sopravvissuto nulla.